# Evoluzionismo e Chiesa cattolica
(Joseph Ratzinger, 1986)
Sin dalla pubblicazione de L'origine delle specie di Charles Darwin nel 1859, le gerarchie della Chiesa cattolica hanno lentamente definito e rifinito la loro posizione sull'evoluzione, evitando inizialmente di prendere una posizione ufficiale, contrariamente a quanto fecero le chiese protestanti, che, maggiormente legate ad una interpretazione letterale della Bibbia, immediatamente avversarono il pensiero darwiniano.
Fino ai primi anni del XX secolo, nel mondo cattolico si riscontrava una generale ostilità all'evoluzionismo; tuttavia, in quel periodo la Chiesa non prese mai una posizione ufficiale sulla questione. Nel corso del Novecento alcune alte gerarchie ecclesiastiche con pubbliche affermazioni e documenti ufficiali hanno affermato che la fede cattolica e l'evoluzionismo, in particolare riguardo all'origine dell'uomo, non sono in conflitto; diversi papi si sono esplicitamente espressi favorevolmente riguardo alla conciliabilità dell'evoluzionismo con la fede cattolica. Soprattutto dopo il Concilio Vaticano II, la teologia cattolica, confrontandosi con la teoria dell'evoluzione, ha fatto importanti progressi ed ha definito alcune fondamentali questioni di fede relative all'origine dell'uomo, all'azione di Dio nel mondo ed alla dottrina sul peccato originale. Cionondimeno, la Pontificia commissione biblica, organo del Magistero ecclesiastico, ha ribadito la dottrina della creazione divina del corpo del primo uomo e della creazione immediata dell'anima umana in ogni nuova persona.

## Il pensiero cattolico di fronte all'evoluzionismo: 1859-1900

### Il problema storiografico

Basilica di San Pietro in Vaticano

Un'analisi sintetica dei rapporti tra l'evoluzionismo e la religione cattolica, e della posizione della Chiesa di Roma su questo tema, nei primi decenni di diffusione delle teorie di Charles Darwin, esposte per la prima volta ne L'origine delle specie (1859), risulta essere pressoché impossibile. Fino alla prima metà del Novecento circa, la tendenza prevalente era quella di inquadrare i rapporti storici tra scienza e religione in uno schema molto semplice: il perpetuo conflitto tra la ragione scientifica ed il dogma religioso.
Negli ultimi decenni del ventesimo secolo invece questo quadro è stato completamente superato. La storiografia più moderna tende ormai ad allinearsi alla cosiddetta "tesi della complessità", esposta esplicitamente per la prima volta dallo storico della scienza John Hedley Brooke nel suo libro Science and Religion: Some Historical Perspectives (1991). Scrive Brooke: 
 I rapporti tra scienza e religione sono quindi stati, storicamente, una realtà molto varia e complessa, che non può essere ridotta ad alcuno schema semplice; la storiografia si trova quindi costretta a trattare in maniera organica questa vasta realtà, ed è per questo che risulta difficile riuscire ad esporre un'analisi concisa e sintetica.
Sulla cultura scientifica negli Stati pontifici nel XIX secolo, scrive Pietro Redondi: «Si stabilirà così alla metà del secolo un saldo programma culturale. Esso sarà basato sulla possibilità di conciliare la scienza e la fede religiosa attraverso l'assunzione di alcune categorie dell'epistemologia positivistica, ossia alleando a una visione teistica lo sperimentalismo e la critica antimetafisica del causalismo avanzata dai positivisti. Scopo dichiarato e di grande importanza storica di questo programma culturale era l'affossamento delle idee materialistiche dell'illuminismo per rendere possibile una reale penetrazione della teologia cattolica nel pensiero moderno, ovvero il pensiero e la cultura della società industriale che stava nascendo e che riponeva un grande consenso nelle scienze positive. [...] Il problema della scienza nell'ultimo scorcio dello Stato pontificio non può perciò essere liquidato sbrigativamente in termini di semplice oscurantismo e merita un esame più approfondito».
Molti intellettuali cattolici si occuparono di evoluzionismo negli ultimi quattro decenni del XIX secolo, ovvero gli anni che videro la diffusione delle teorie di Darwin, e le loro variegate e multiformi posizioni sull'argomento devono essere trattate caso per caso. Ma per quanto riguarda specificamente la posizione della Santa Sede, si deve anche tener presente che i documenti del Sant'Uffizio e della Congregazione dell'Indice, riguardanti il dibattito sull'evoluzionismo, sono diventati accessibili solo nel 1998, quando gli archivi sono stati aperti agli studiosi. Prima di questa data, gli storici potevano essenzialmente basarsi sugli articoli de La Civiltà Cattolica (che al tempo si occupò molto della questione evoluzionista), su pochi altri articoli in altre riviste ed in certi casi su lettere private di intellettuali cattolici che si occuparono di evoluzione. L'unico studio esistente basato sui nuovi documenti è il saggio Negotiating Darwin (2006) di Artigas, Glick e Martínez; prima del loro studio, e dal momento che non esisteva alcun pronunciamento ufficiale della Chiesa cattolica sull'evoluzionismo, gli storici (ad esempio Molari e O'Leary) e i teologi cercavano di comprendere la posizione della Chiesa essenzialmente attraverso gli articoli de La Civiltà Cattolica; la redazione di questa rivista infatti lavorava, e tuttora lavora, a stretto contatto con la Segreteria di Stato Vaticana, che ne approva i testi; per questo motivo si riteneva che le posizioni sull'evoluzionismo espresse ne La Civiltà Cattolica, riflettessero fedelmente la posizione e le direttive della Santa Sede.
In realtà lo studio di Artigas, Glick e Martínez ha rivelato una situazione molto più complessa che non coincide con quanto si fosse fino a quel momento potuto dedurre dall'esame degli articoli ne La Civiltà Cattolica. In particolare si è scoperto che non è mai esistito alcun provvedimento del Sant'Uffizio verso l'evoluzionismo, contrariamente a quanto affermato invece più volte da La Civiltà Cattolica. Questo errore influenzò purtroppo molti testi di teologia dell'epoca ed anche autori più moderni; ad esempio, ancora nel 1953, Karl Rahner nel suo libro De Deo creante et elevante et de peccato originali attribuiva al Sant'Uffizio delle decisioni contro l'evoluzionismo, in realtà mai prese.

### Sintesi dei risultati dello studio dei documenti del Sant'Uffizio e della Congregazione dell'Indice
Il risultato fondamentale dello studio di Artigas, Glick e Martínez è stato quello di appurare che la Chiesa non solo non aveva, al tempo, una posizione ufficiale sull'evoluzionismo né prese mai provvedimenti contro questa teoria, ma che nel trattare tale questione non si atteneva neanche ad una politica predefinita.
Analizzando vari testi di teologia dell'epoca, si è scoperto che alcuni teologi cattolici erano critici verso l'evoluzione, in particolare Matthias Joseph Schebeen (1835-1888), e i gesuiti Camillo Mazzella (1833-1900) e Giovanni Perrone (1794-1876) affermavano che la creazione immediata del corpo di Adamo dal fango della terra dovesse esser considerata dottrina cattolica.
C'è comunque da premettere che a quel tempo la Chiesa si sentiva, letteralmente, sotto assedio. Dopo il 1861, anno dell'unità d'Italia, dello Stato Pontificio rimaneva soltanto la città di Roma difesa dai francesi di Napoleone III; il 20 settembre 1870 l'esercito italiano entrò nella città: il potere temporale dei papi era finito e si apriva un periodo di forti contrasti tra la Chiesa e lo Stato italiano.

Dal mondo scientifico arrivavano inoltre dure critiche alla religione cattolica, descritta spesso come causa di ignoranza, arretratezza e freno del progresso. La teoria dell'evoluzione veniva ampiamente utilizzata, affermando l'inattendibilità e la falsità delle Sacre Scritture, per criticare i fondamenti della dottrina cattolica; le teorie di Darwin, che per spiegare l'evoluzione facevano appello soltanto a cause naturali e contingenti, permettevano di sostenere filosofie atee e materialiste. Il darwinismo nel mondo cattolico fu quindi accolto, inizialmente, con profonda ostilità e disprezzo. Per i teologi Dio aveva sempre fatto parte dell'interpretazione scientifica del mondo; per la teologia naturale la scoperta dell'ordine del mondo che si otteneva dallo studio delle scienze naturali forniva la prova dell'esistenza di Dio e della sua azione provvidenziale. Le teorie di Darwin inferivano un duro colpo a questa concezione.
In questa situazione è facile comprendere l'esistenza, nel mondo cattolico, di un generale clima di sospetto o di opposizione nei confronti dell'evoluzionismo. Ma nonostante queste condizioni, la Chiesa non prese mai alcuna posizione sull'evoluzionismo, né decise in generale di prendere provvedimenti verso quegli intellettuali cattolici che accettavano le nuove teorie e ne sostenevano la conciliabilità con la dottrina cattolica. Questi ultimi certamente venivano molto criticati da La Civiltà Cattolica, ma, come spiegato nel paragrafo precedente, essa non rifletteva le posizioni della Santa Sede. La Civiltà Cattolica partecipò vivamente alla polemica contro l'evoluzione; quando le teorie di Darwin cominciarono a diffondersi in Italia, essa intervenne con critiche e puntualizzazioni praticamente su ogni nuovo libro od episodio relativo al dibattito filosofico-teologico-scientifico sull'argomento.
Ma per quanto riguarda direttamente la Santa Sede, di fatto la Congregazione dell'Indice si occupò soltanto di tre casi di studiosi cattolici sostenitori dell'evoluzionismo: Raffaello Caverni, Dalmace Leroy e John Augustine Zahm. Tuttavia la Congregazione non si mosse mai di sua spontanea volontà, ma fu costretta ad agire in quanto aveva ricevuto delle denunce formali delle opere di questi autori. Ognuno di questi casi ha caratteristiche proprie e deve essere analizzato singolarmente, ma una caratteristica importante e comune a tutti e tre i casi la si è potuta trovare: una ragione importante che spingeva la Santa Sede ad evitare un pronunciamento ufficiale contro l'evoluzionismo era il timore di ritrovarsi con un nuovo caso Galilei.

Si arrivò poi ad una condanna ufficiale solo nel caso di Caverni: tuttavia, affinché la condanna delle sole tesi di questo studioso non potesse essere interpretata come una condanna dell'evoluzionismo, la Congregazione decise di inserire il libro di Caverni nell'Indice dei libri proibiti senza esplicitarne, pubblicamente, le motivazioni. Per questo motivo la condanna di Caverni è stata completamente ignorata da tutti gli storici (ed anche, incredibilmente, da La Civiltà Cattolica) fino allo studio di Artigas, Glick e Martínez.

A Leroy e Zahm invece ci si limitò soltanto a richiedere una ritrattazione, che poi, nel caso di Zahm, fu soltanto indiretta.

Un altro studioso cattolico, George Mivart, importante biologo inglese che fu anche collaboratore di Darwin, è stato in passato citato molte volte per essere stato condannato dalla Congregazione dell'Indice; ma in realtà il caso di Mivart non ebbe niente a che vedere con l'evoluzionismo, ma riguardava delle controversie prettamente dottrinali.

Diversi altri autori cattolici, trattati separatamente nei successivi paragrafi, che accettarono le teorie evoluzioniste, non furono mai oggetto di indagine da parte della Santa Sede, benché alcuni di essi fossero stati comunque pesantemente criticati da La Civiltà Cattolica; due di essi, Geremia Bonomelli e John Cuthbert Hedley, ritrattarono spontaneamente le loro tesi sull'evoluzionismo, pur non essendo mai stato intrapreso alcun provvedimento ufficiale della Santa Sede contro di loro.

### Encicliche e concili
Nel 1860 il Concilio regionale di Colonia approvò un canone contenente la seguente formula:
I canoni di questo concilio furono approvati, come da procedura, dalla Congregazione del Concilio a Roma. Ma Artigas, Glick e Martínez, citando lo Ius Decretalium di Franz Xaver Wernz, un'importante opera sul diritto canonico, fanno notare che le delibere di un concilio regionale non hanno mai valore dottrinale e che l'approvazione (recognitio) da parte della Santa Sede non conferisce ad esse maggiore autorità; l'approvazione da parte della Congregazione del Concilio è normale procedura per ogni concilio regionale e serve soltanto ad accertare che esso sia stato tenuto secondo le regole e che nelle sue delibere non ci sia niente da censurare. Artigas, Glick e Martínez spiegano che questo concilio è testimonianza del generale clima di ostilità verso l'evoluzionismo che al tempo caratterizzava il mondo cattolico, ma esso non costituisce affatto la prova di un pronunciamento ufficiale della Santa Sede contro l'evoluzionismo.
Nel settembre del 1863, in un congresso di studiosi cattolici tenutosi a Monaco e presieduto dal sacerdote, storico e teologo Ignaz von Döllinger (che in seguito divenne uno dei più illustri esponenti del vetero-cattolicesimo) si attaccò direttamente il Magistero della Chiesa Cattolica, affermando che esso costituisse un ostacolo al progresso delle scienze. A queste tesi rispose nel 1864 papa Pio IX condannando nel Sillabo le seguenti proposizioni: «I decreti della S. Sede e della Curia romana impediscono il libero progresso delle scienze»; «Il metodo e i principi, con cui gli antichi dottori scolastici hanno sviluppato la teologia non sono adatti alle necessità dei nostri tempi e al progresso delle scienze».

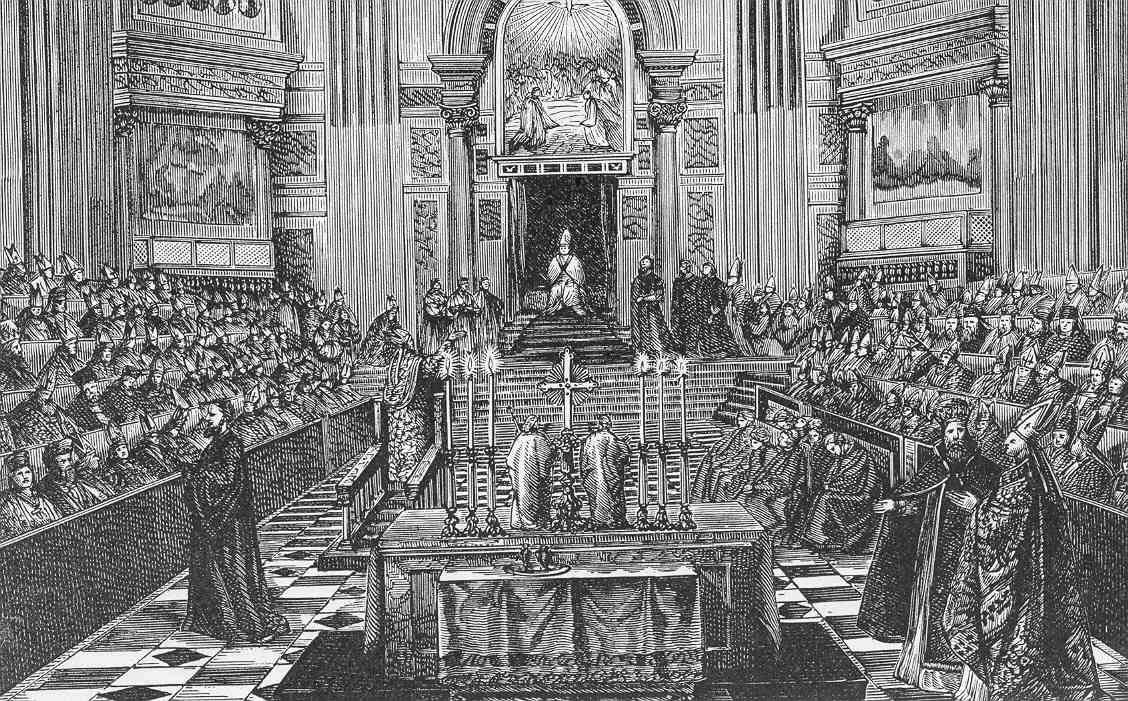
Il Concilio Vaticano I

Il Concilio Vaticano I (1869 - 1870) non affrontò la questione evoluzionistica, tuttavia in un relazione venne ricordata «quella turpe dottrina che cerca gli inizi del genere umano da una scimmia irsuta e pone l'avvio del genere umano non nel paradiso ma nello sporco e turpe fango». Ma alla fine, nei documenti approvati, non c'era niente contro l'evoluzionismo, e ci si limitava soltanto a reiterare la condanna del materialismo e a riaffermare la fede in Dio creatore dell'anima e del corpo.
Il 18 novembre 1893 papa Leone XIII emanò l'enciclica Providentissimus Deus che era interamente dedicata agli studi biblici ed esegetici. In questa enciclica si ribadivano prima di tutto l'inerranza delle sacre scritture e l'autorità del Magistero; ma essa fu tuttavia molto interessante ed importante per via del fatto che, in pratica, veniva accettato il criterio esegetico proposto a suo tempo da Galileo Galilei nella sua famosa lettera a Cristina di Lorena del 1615. Il nome di Galilei non viene mai menzionato esplicitamente nell'enciclica, ma la sua influenza è evidente sia per le tesi che nell'enciclica vengono sostenute, sia per il fatto che Leone XIII utilizzò gli stessi passi di Sant'Agostino utilizzati da Galilei. Riguardo al rapporto tra l'esegesi biblica e le scienze naturali l'enciclica contiene un passo che coincide perfettamente con le tesi galileiane:
Nel caso di Dalmace Leroy, anche se poi si concluse con una richiesta di ritrattazione, durante la disamina del libro, alla Congregazione dell'Indice fu sottoposto un rapporto iniziale in cui, citando proprio la Providentissimus Deus, si affermava che le tesi di Leroy sull'evoluzionismo fossero accettabili per la fede cattolica e che esse non fossero in contrasto con la sacra scrittura.

## Evoluzionismo e Pensatori medioevali

### Pensatori medioevali

#### Tommaso d'Aquino

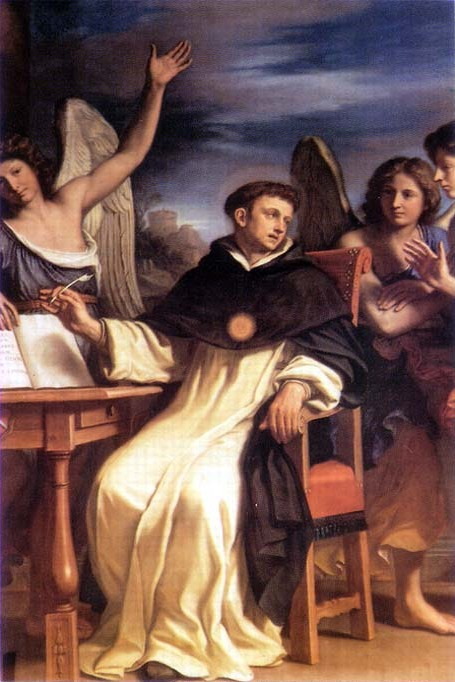
San Tommaso d'Aquino

Nel pensiero tomista è ravvisabile l'idea di un'origine animale del corpo biologico dell'essere umano. In particolare è possibile riscontrarlo nella sua opera L'unità dell'intelletto contro gli averroisti :
(San Tommaso d'Aquino, L'unità dell'intelletto contro gli averroisti, I, 44)

L'idea inoltre che gli organismi viventi potessero essere condizionati dall'ambiente in cui essi vivono era già presente in Aristotele: 
(Aristotele. De Anima, II, 3,414a 31-32)

#### Nicola Cusano
Anche il cardinale, teologo, umanista, filosofo, giurista, matematico e astronomo Nicola Cusano esprime la condivisione dell'idea di origine animale del corpo umano:
(Nicola Cusano, La dotta ignoranza Libro III, I: il massimo contratto)

#### Nicola Oresme
Il vescovo Nicola Oresme (1323-1382) anticipò molte essenziali idee proprie dei tempi moderni, quali l'intuizione della incommensurabilità delle proporzioni naturali, la complessità, la indeterminazione e l'infinita mutabilità del mondo. Nel lineare e, al contempo, progressistico mondo di Oresme ogni cosa ogni volta è unica e nuova e perciò allo stesso modo lo è la conoscenza umana. Il modello eccellente di questo nuovo infinito mondo del XIV secolo fu la oresmiana machina musica (in contrapposizione alle infinite ripetizioni presenti nella musica mundana dell'antichità). Per Oresme in modo analogo con la musica, mediante un limitato numero di parametri e proporzioni, chiunque potrebbe produrre delle strutture molto complesse, di infinita mutabilità e mai ripetitive (De configurationibus qualitatum et motuum, De commensurabilitate vel incommensurabilitate, Quaestio contra divinatores). Basandosi sui principi musico-matematici di incommensurabilità, irrazionalità e complessità, Oresme finalmente creò una dinamica struttura-modello per la formazione di sostanziali specie e individui della natura, la cosiddetta "teoria della perfectio specierum" (De configurationibus qualitatum et motuum, Quaestiones super de generatione et corruptione, Tractatus de perfectionibus specierum).
Utilizzando un'analogia delle qualità musicali con le “prime e seconde qualità” di Empedocle, un individuo oresmiano si trasforma in un sistema che si autorganizza e che si preoccupa di raggiungere il suo stato ottimale difendendosi dagli influssi negativi dell'ambiente in cui vive. Questo "controllo iterativo automatico" influenza la forma sostanziale (forma substantialis), già presente, nel senso moderno, nei principi di evoluzione, "adattamento" e "mutazione" del materiale genetico.

## XIX secolo
La teoria evoluzionista fu accolta molto favorevolmente dalla massoneria italiana, (all'epoca) in conflitto con la Chiesa cattolica.

## Evoluzionismo e intellettuali cattolici nel XX secolo
Nei primi anni del XX secolo, nel mondo cattolico si riscontrava una generale ostilità all'evoluzionismo; sebbene, la Chiesa non abbia mai preso una posizione ufficiale sulla questione. Nel corso del Novecento alcune alte gerarchie ecclesiastiche con pubbliche affermazioni e documenti ufficiali hanno affermato che la fede cattolica e l'evoluzionismo, in particolare riguardo all'origine dell'uomo, non sono in conflitto; diversi papi si sono esplicitamente espressi favorevolmente riguardo alla conciliabilità dell'evoluzionismo con la fede cattolica. Soprattutto dopo il Concilio Vaticano II, la teologia cattolica, confrontandosi con la teoria dell'evoluzione, ha fatto importanti progressi ed ha definito alcune fondamentali questioni di fede relative all'origine dell'uomo, all'azione di Dio nel mondo ed alla dottrina sul peccato originale.

## La graduale accettazione dell'evoluzionismo nel pensiero cattolico: 1900 - 1950
Alla fine del XIX secolo e nella prima parte del XX la generale ostilità del mondo cattolico all'evoluzionismo cominciò ad allentarsi. Non che ci fosse un consenso generalizzato, tutt'altro; molti rimanevano i teologi che si opponevano a queste nuove teorie, né ci furono pronunciamenti ufficiali da parte della Santa Sede, per i quali si dovrà attendere il 1950 con l'enciclica Humani generis di papa Pio XII. Molari riporta la testimonianza di Carlo Colombo, che affermava ci fossero state forti pressioni su Pio XI affinché questi condannasse l'evoluzionismo; tuttavia egli avrebbe rifiutato dicendo che «di casi Galileo nella storia della chiesa ne basta uno solo.»

Ma comunque il clima iniziò a cambiare; finirono le censure e i cattolici cominciarono a discutere di evoluzionismo con maggiore libertà, e il numero di coloro che lo accettavano cresceva pian piano. Questa nuova situazione è ben testimoniata da Antonio Fogazzaro; nel 1898 egli raccolse nell'opera Ascensioni umane diversi suoi testi nei quali illustrava le teoria evoluzionista, e manifestava la convinzione che essa fosse in perfetta armonia con la religione cattolica; Fogazzaro non era uno scienziato né un teologo e i suoi testi erano pieni di allusioni letterarie e poetiche, pertanto la sua opera non è molto interessante né sotto il profilo scientifico né teologico; tuttavia, nel proemio l'autore ben sintetizza il nuovo clima illustrato. Scrive nel proemio: 

Nei manuali di teologia comunque le posizioni più diffuse sono ben rappresentate dalla sintesi che Orazio Mazzella (1860 - 1939) fornisce della sua analisi dell'evoluzionismo, nel secondo volume delle Praelectiones scholastico-dogmaticae: 
La discussione intorno all'evoluzionismo proseguì quindi senza particolari intoppi nel corso della prima metà del XX secolo, e fu caratterizzata da quattro momenti fondamentali: due pronunciamenti della Pontificia Commissione Biblica sull'interpretazione della Bibbia ed in particolare della Genesi; i lavori dei teologi Henri de Dorlodot ed Ernest C. Messenger; l'originalissima concezione dell'evoluzione sviluppata dal paleontologo gesuita Pierre Teilhard de Chardin.

### Direttive dalla Pontificia Commissione Biblica

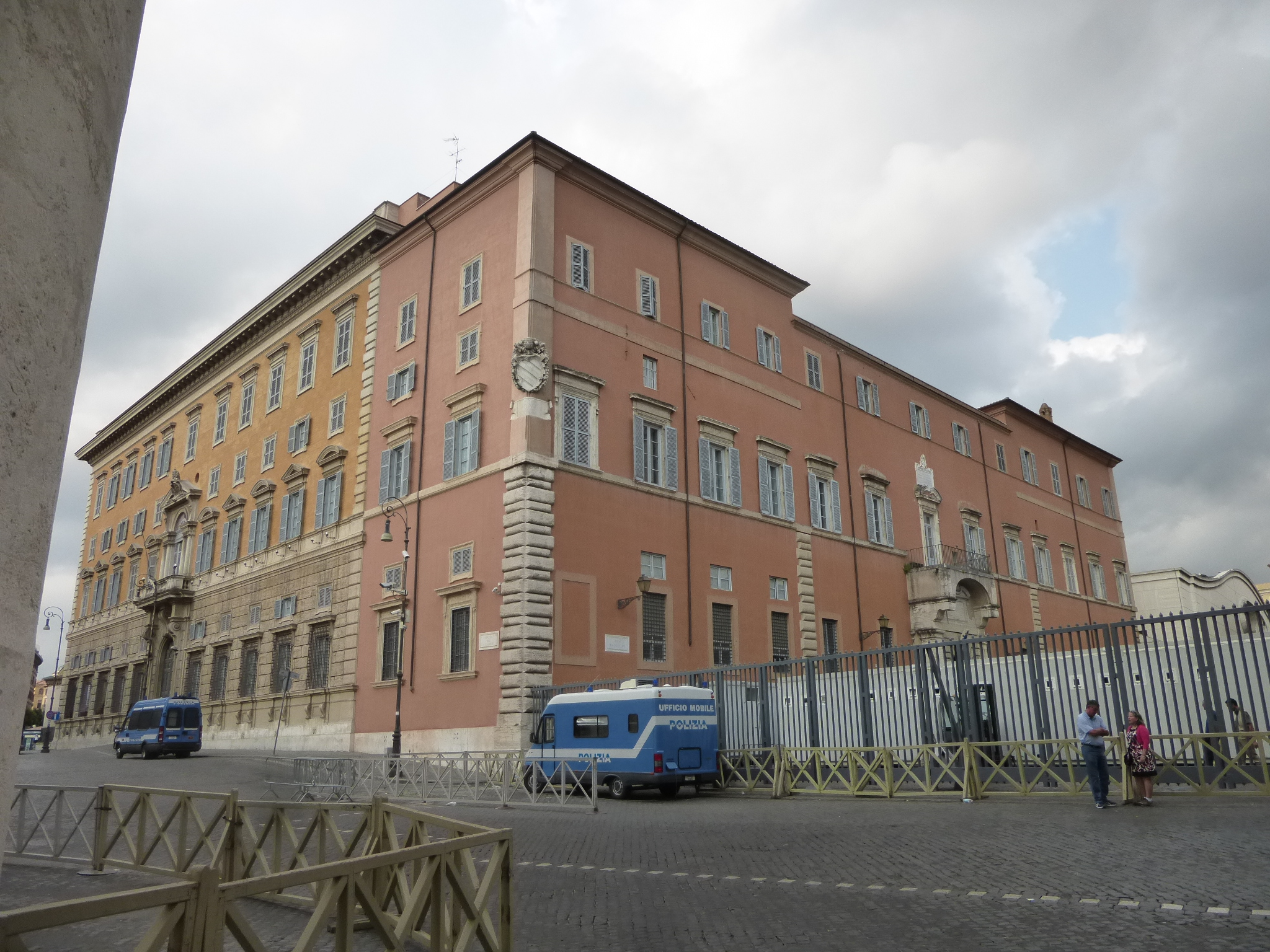
Palazzo dove risiedeva il Sant'uffizio (oggi Congregazione per la Dottrina della Fede) e dove si riuniva e si riunisce la Pontifica Commissione Biblica.

La Pontificia Commissione Biblica si pronunciò due volte, nel 1905 e nel 1909, su questioni pertinenti all'interpretazione della Bibbia in relazione alla questione evoluzionista. Il primo intervento è molto breve e conviene riportarlo integralmente:
In poche parole si ammette che, in casi particolari, quella che sembra una narrazione storica potrebbe essere interpretata allegoricamente o come una parabola.
Il secondo intervento invece è più complesso, riguarda specificamente la Genesi e stabilisce alcuni importanti limiti entro i quali essa possa essere reinterpretata. Nei primi due paragrafi viene chiaramente affermato che non si possa escludere il senso letterale dei primi tre capitoli, e che non sia lecito affermare che essi contengano non la narrazione di fatti realmente accaduti, ma favole derivanti da miti antichi oppure allegorie e simboli, utilizzati, in forma di storia, per insegnare verità religiose e filosofiche.
Nel terzo paragrafo si nega la possibilità di mettere in dubbio i seguenti insegnamenti fondamentali:
Questa rigidezza iniziale viene però molto mitigata nei successivi paragrafi. Nel paragrafo 4 si stabilisce che nelle parti in cui l'interpretazione sia stata lasciata indefinita dai Padri e dai Dottori della Chiesa, sia lecito proporre nuove opinioni purché prudenti e sempre rimettendosi al giudizio della Chiesa. Nel paragrafo 5 si ammette la possibilità di allontanarsi dal senso proprio delle parole e delle frasi che alla ragione appaiano chiaramente inaccettabili, improprie od utilizzate in senso metaforico. Nel paragrafo 6 si ammette che alcuni passi, pur presupponendo il fondamentale carattere storico, possano essere interpretati allegoricamente secondo l'esempio dei Padri e della Chiesa. Nel paragrafo 7 viene affermato che non sia necessario ricercare l'esattezza scientifica nel racconto della creazione. Infine, nel paragrafo 8, relativamente al racconto della creazione in sei giorni, si ammette che la parola ebraica Yom (giorno) possa essere interpretata come un periodo di tempo indefinito.

### La ricezione del pensiero di Teilhard de Chardin da parte della Chiesa

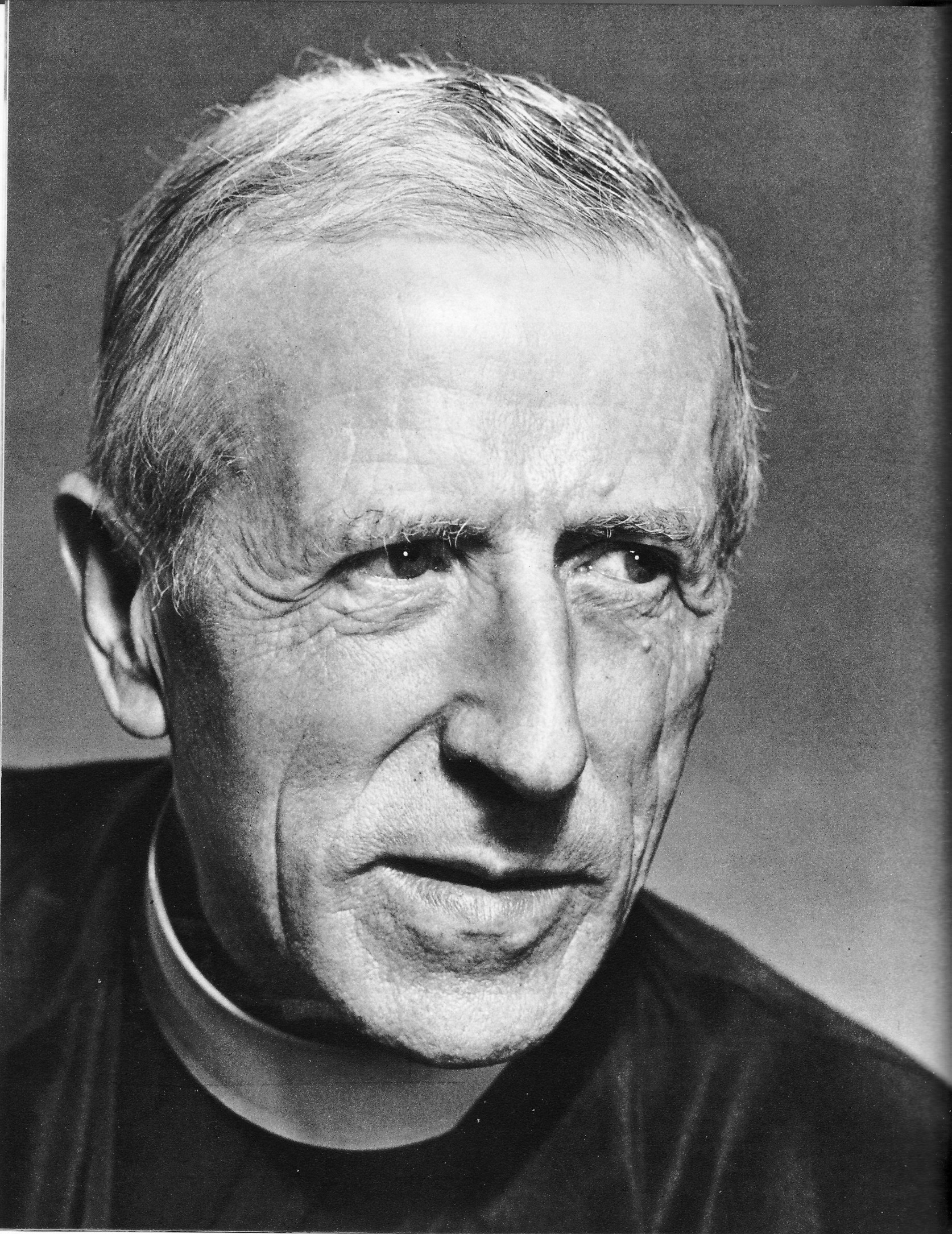
Pierre Teilhard de Chardin nel 1955

L'interpretazione del pensiero di Teilhard de Chardin ha comportato notevoli problemi per i teologi. Teilhard elabora, senza dubbio, una visione profondamente cristiana della natura, muovendosi tra risultati scientifici, testi biblici e teologia; per fare questo egli elabora un linguaggio nuovo, facendo uso di neologismi e metafore, e spostando spesso sul piano metafisico e teologico termini e concetti prettamente scientifici. Questo è il motivo per cui i teologi, formati sulla metafisica e sulla teologia classica, hanno trovato molta difficoltà ad interpretare i testi di Teilhard e a verificarne l'ortodossia. Teilhard restò sempre, indubbiamente, cristiano e cattolico, ma lo studio e l'esposizione dei suoi testi richiede, per la Chiesa, particolare prudenza.
Per questi motivi, durante la sua vita, Teilhard fu oggetto di alcuni provvedimenti disciplinari all'interno della Compagnia di Gesù, che gli impedirono di insegnare materie di tipo filosofico o teologico e di pubblicare testi su questi argomenti. Nel 1962 il Sant'Uffizio pubblicò il seguente Monitum:
Il Monitum non specifica quali siano effettivamente gli errori e le ambiguità, ma si può ipotizzare che si riferisse ad una possibile visione panteistica, ad un'insufficiente separazione ontologica tra materia e spirito, ad un'idea determinista dell'incarnazione e ad un'errata comprensione del peccato originale.
Il cardinale Henri-Marie de Lubac tentò di esporre e di sintetizzare il pensiero di Teilhard de Chardin in un libro pubblicato nel 1962, al termine del quale si dichiarò convinto di aver mostrato la perfetta ortodossia dello scienziato gesuita. Questo giudizio tuttavia non fu unanimemente condiviso, come spiegato in un articolo de L'Osservatore Romano del 30 giugno 1962 che riportò anche il Monitum.
Papa Paolo VI invece, in una sua allocuzione del 1966, di Teilhard de Chardin disse 
Nel 1981, il Cardinale Segretario di Stato Agostino Casaroli, in una lettera a monsignor Paul Poupard e riportata da L'Osservatore Romano, parla di Teilhard de Chardin:
ed aggiunge:
Dopo questa lettera, in un articolo de L'Osservatore Romano dell'11 luglio 1981, la sala stampa della Santa Sede spiegò che le parole di Agostino Casaroli non dovessero essere intese come una completa riabilitazione di Teilhard de Chardin e che diversi aspetti problematici del suo pensiero non erano ancora stati chiariti.
Ancora oggi la discussione resta aperta e, come spiega Giuseppe Tanzella Nitti,

## La Chiesa ammette l'evoluzionismo

### Pio XII e l'enciclicaHumani Generis

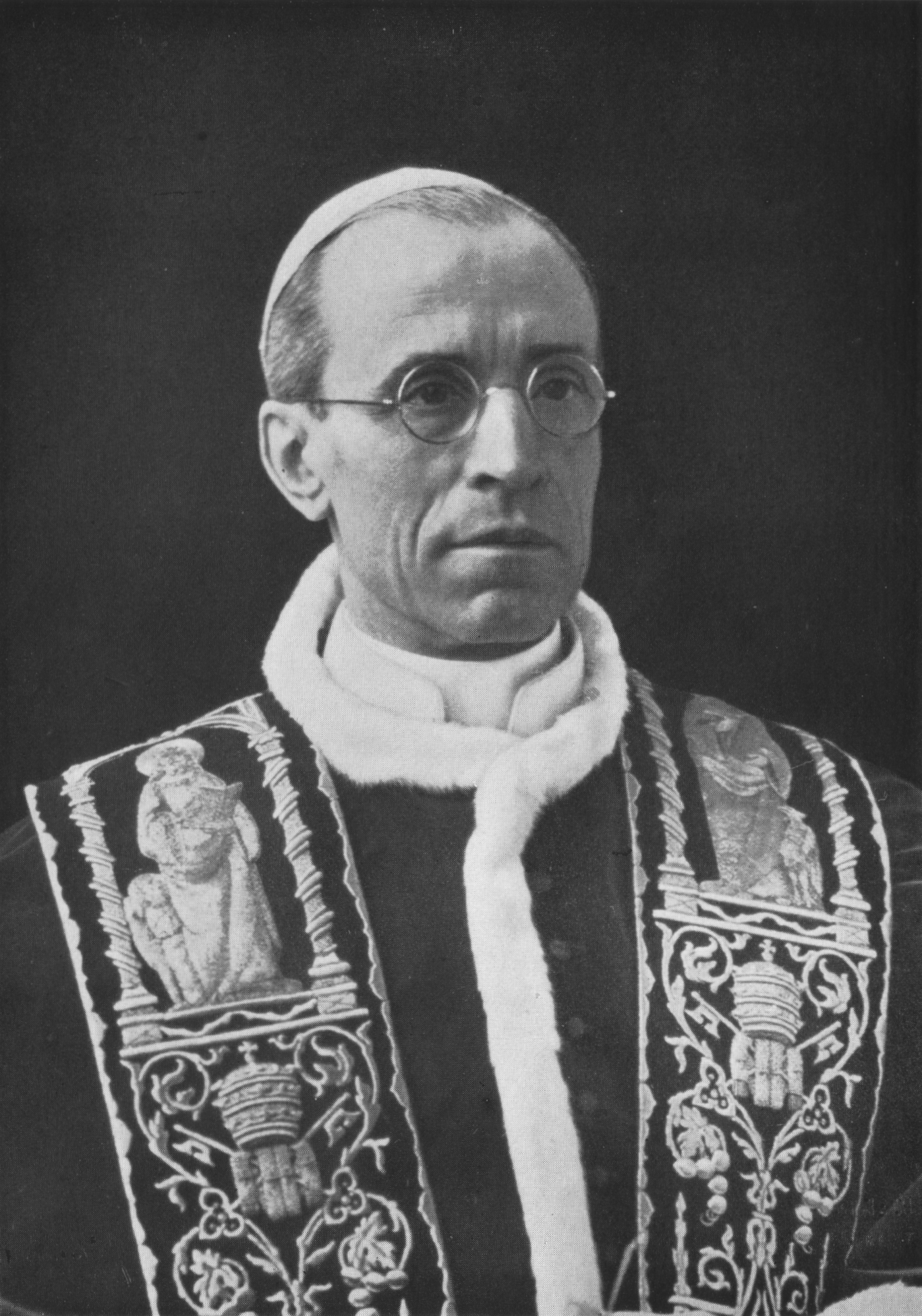
Papa Pio XII

#### Il dibattito teologico precedente laHumani generis
Nella prima metà del XX secolo emersero nel dibattito teologico particolari posizioni che deviavano dalla tradizione e che suscitavano preoccupazione nella Chiesa di Roma. Le questioni sulle quali si discuteva riguardavano diversi argomenti, non solo l'evoluzionismo, sui quali intervenne il magistero di papa Pio XII nel 1950 con l'enciclica Humani generis.
In particolare erano circolati, all'interno di università e scuole di teologia cattoliche, diversi testi anonimi in cui venivano esposte interpretazioni filosofiche e teologiche dell'evoluzionismo tutt'altro che ortodosse. In uno di questi testi ad esempio si affermava che l'evoluzionismo costituisse ormai, innegabilmente, un nuovo modo di pensare e di ragionare e che, soprattutto, non era più chiaro che cosa fosse la materia ed in che cosa essa differisse dalla vita e dallo spirito (ammesso che delle differenze effettivamente ci fossero). In questo modo si rischiava di negare l'esistenza di punti fermi nel pensiero teologico, che sarebbe stato anch'esso soggetto ad evoluzione, e si introduceva nella realtà un monismo in cui materia e spirito sarebbero stati indistinti. In un altro testo si spiegava che Cristo stesso sarebbe la guida, la direzione, ed il polo verso il quale convergerebbe l'evoluzione universale; l'uomo sarebbe un tutt'uno con l'intero universo, che attraverso l'evoluzione si avvicinerebbe ed infine si unirebbe a Dio, realizzando così una sorta di panteismo.

Il 30 novembre 1941, Pio XII tenne, davanti agli accademici pontifici, un discorso in cui fornì ai teologi alcune indicazioni sulla questione evoluzionista. Il Papa indicò tre elementi che si dovessero ritenere come sicuramente affermati dal testo sacro, senza ammettere interpretazioni allegoriche: 1) La superiorità dell'uomo rispetto a tutti gli altri animali, dovuta alla sua anima spirituale; 2) la derivazione del corpo della prima donna da quello del primo uomo; 3) l'impossibilità che padre e progenitore di un uomo possa essere altri che un uomo, l'impossibilità cioè che il primo uomo possa essere figlio di un bruto, generato quindi in senso proprio da esso. Tuttavia poi concludeva il discorso spiegando: 
Molari scrive che la forma è molto guardinga, i limiti sono ancora ben segnati, ma la porta è aperta.

Tra il 1930 ed il 1950 il numero di teologi che affermavano la conciliabilità dell'evoluzionismo con la fede cattolica era stato in continuo aumento, ed anche coloro che ancora lo rifiutavano avevano comunque addolcito le loro critiche. La stessa Civiltà Cattolica, in un articolo del 1946, pur ricordando che gli entusiasti dell'evoluzionismo 
 prosegue spiegando: 

Nel 1948, il teologo della Pontificia Università Gregoriana Maurizio Flick riassumeva il dibattito teologico successivo al discorso del Papa. In primo luogo spiegava che era ormai ammissibile affermare che, nella creazione del corpo dell'uomo, Dio si fosse servito anche di cause seconde; secondariamente, pur seguendo la lezione del Papa e quindi non ammettendo la generazione in senso proprio dell'uomo da un bruto, si poteva concedere che il regno animale avesse contribuito alla formazione del corpo umano attraverso l'evoluzione; fermo restando il fatto che l'uomo era da considerarsi superiore a tutti gli altri animali per via della sua anima creata immediatamente da Dio. L'intervento di Dio era quindi da considerarsi necessario pur ammettendo i meccanismi evolutivi per il corpo dell'uomo. Risultava quindi inammissibile una dottrina evoluzionista che sostenga la spontanea trasformazione delle specie viventi inferiori in superiori, senza ricorso ad uno speciale intervento divino, però 

Flick spiegava poi che, in rapporto alla questione evoluzionista, non era possibile ricavare dalla lettura dei Padri della Chiesa un'interpretazione sicura ed unanime dei primi capitoli della Genesi. Le interpretazioni completamente letterali erano comunque da respingere e si potevano ammettere letture allegoriche, come già aveva detto la Pontificia Commissione Biblica nel 1909; infatti se, ad esempio, si fosse voluto interpretare alla lettera il racconto di Dio che plasma il corpo dell'uomo dal fango della terra e poi gli soffia nelle narici lo spirito vitale, allora si sarebbe caduti nell'errore di un antropomorfismo in cui Dio avrebbe assunto forma e comportamenti umani per creare l'uomo. Flick citava anche l'enciclica Divino Afflante Spiritu di Pio XII, riguardante gli studi biblici e l'esegesi, dove il Papa spiegava che
Da tutto questo Flick ne ricavava che:
Flick concludeva affermando che l'evoluzionismo era possibile alla luce della ragione, e che non poteva essere escluso dalle fonti della Rivelazione. Tuttavia, notava, per un giudizio conclusivo sarebbero state necessarie ulteriori investigazioni della scienza illuminata dalla fede.
Ancora abbastanza problematica continuava invece ad essere l'interpretazione del racconto della creazione di Eva dal corpo di Adamo, infatti

#### L'enciclicaHumani generis
Il 22 agosto 1950, Pio XII pubblicò l'enciclica Humani Generis, circa alcune false opinioni che minacciano di sovvertire i fondamenti della dottrina cattolica. Nell'introduzione dell'enciclica il Papa respinge le nuove opinioni teologiche che sono state esposte nel paragrafo precedente. Scrive Pio XII:
E continua poi esponendo le conseguenze di tali posizioni:
Fin qui il Papa si limita a prendere in considerazione soltanto alcune interpretazioni teologiche e filosofiche dell'evoluzionismo, mentre più avanti, nella parte quarta, si occupa specificamente dell'evoluzionismo come teoria propriamente biologica. Premette alcune considerazioni generali sulle scienze positive:
Questo passo, come si vede, è in linea con gli insegnamenti della Providentissimus Deus di Leone XIII, che Pio XII aveva già esplicitamente richiamato nella seconda parte della Humani Generis.
Dopo queste considerazioni generali, viene esplicitamente accettato l'evoluzionismo applicato al corpo dell'uomo, invocando comunque prudenza nel trattare tale questione:
Tale posizione moderata di Pio XII in relazione all'evoluzione, gli fu suggerita dal gesuita, antropologo, biologo e professore universitario alla Pontificia Università Gregoriana, Vittorio Marcozzi (1908-2005).

### Le ultime resistenze
Nonostante la Humani Generis, fino alla fine degli anni 50, la maggior parte dei teologi era ancora restia ad ammettere l'evoluzionismo. Certamente era scomparsa ormai l'ostilità, tuttavia essi continuavano a muoversi con molta moderazione e prudenza. Nel 1951, Réginald Garrigou-Lagrange scriveva che

E conclude: 
Nel 1958, J. F. Sagües sosteneva, citando numerosi teologi, che escludere il trasformismo naturale per il corpo umano fosse un'opinione teologicamente certa, e giudicava probabile anche l'opinione che escludeva completamente l'evoluzionismo.

Non mancavano comunque posizioni più moderate, come quella di M. Schmaus che, dopo aver esposto diverse argomentazioni teologiche contro la derivazione dell'uomo dall'animale, scriveva: 
 Ed aggiunge che 
A differenza dei teologi, i biblisti, dopo l'enciclica Divino Afflante Spiritu, cominciarono a muoversi con maggiore libertà. Certamente restavano ancora diversi esegeti, soprattutto i più anziani, che ancora si mostravano molto ostili all'evoluzionismo; ad esempio Gaetano Maria Perella (1890 - 1946), in un volume pubblicato postumo, dopo aver enunciato come principio generale che la Bibbia non intende dare insegnamenti su questioni scientifiche, affermava che a questa regola esistessero alcune eccezioni: la Bibbia insegna la creazione divina della materia e degli esseri viventi, quindi non si poteva ammettere l'eternità della materia e l'origine spontanea della vita; la Bibbia racconta di un intervento speciale di Dio nella creazione dell'uomo, quindi era inaccettabile il trasformismo assoluto e materialista di Darwin. Nel manuale molto diffuso di Simón-Prado, gli autori scrivevano invece che l'evoluzionismo non fosse ancora sufficientemente provato neanche sul piano paleontologico, quindi giudicavano incauta la tesi di quei teologi che sostenevano la possibilità di un trasformismo mitigato, secondo il quale Dio avrebbe formato il corpo dell'uomo da quello di un bruto; tale tesi era, secondo Simón-Prado, contraria al senso ovvio della Scrittura, e avrebbe dovuto essere respinta fino a che non si fossero trovati argomenti più solidi con i quali sostenerla.

Ma queste erano eccezioni; la maggioranza dei biblisti infatti si spostò verso interpretazioni più libere, avendo ormai accettato il fatto che i risultati scientifici richiedessero lo sviluppo di nuovi metodi ermeneutici; nel Dictionnaire de théologie catholique, il biblista Albert Gelin scrisse: 

Ma nonostante l'attenzione nei confronti delle scienze, gli esegeti dovevano anche cercare di mantenere una certa autonomia rispetto ad esse; a proposito di questo scriveva Franco Festorazzi: 

Negli anni '60 comunque le cose cambiarono completamente, ed anche la maggioranza schiacciante dei teologi si schierò a difesa dell'evoluzionismo. In questo cambiamento, furono certamente molto influenti le riflessioni di Pierre Teilhard de Chardin, i cui testi ebbero in quel periodo grandissima diffusione, nonostante le riserve espresse dalla Santa Sede. Fondamentale fu il riconoscimento da parte dei teologi dell'evoluzione come legge cosmica, non riguardante soltanto la formazione delle specie viventi, ma l'intero universo. Pierre Smulders scriveva: 

Estremamente significativo è l'itinerario esposto dagli importanti teologi Maurizio Flick e Zoltan Alszeghy: 

### L'esegesi biblica moderna
La maggiore libertà dei biblisti nell'occuparsi dell'evoluzionismo derivava essenzialmente dagli insegnamenti dell'enciclica Divino Afflante Spiritu (1943) di papa Pio XII, che poneva come condizione necessaria per una corretta esegesi la precisa determinazione del genere letterario della Scrittura: 

Questa posizione venne in seguito ribadita nel 1965 in uno dei principali documenti approvati durante il Concilio Vaticano II, la Costituzione Dogmatica sulla Divina Rivelazione Dei Verbum. Essa, dopo aver ricordato che 

spiega: 
Per ricavare l'intenzione degli agiografi, si deve tener conto fra l'altro anche dei generi letterari. La verità infatti viene diversamente proposta ed espressa in testi in vario modo storici, o profetici, o poetici, o anche in altri generi di espressione. È necessario adunque che l'interprete ricerchi il senso che l'agiografo in determinate circostanze, secondo la condizione del suo tempo e della sua cultura, per mezzo dei generi letterari allora in uso, intendeva esprimere ed ha di fatto espresso. Per comprendere infatti in maniera esatta ciò che l'autore sacro volle asserire nello scrivere, si deve far debita attenzione sia agli abituali e originali modi di sentire, di esprimersi e di raccontare vigenti ai tempi dell'agiografo, sia a quelli che nei vari luoghi erano allora in uso nei rapporti umani.»
Quando allora fu appurato che il racconto genesiaco presenta molte analogie con altre cosmogonie orientali, ed una volta stabilito che queste ultime utilizzassero un genere mitico, venne posto il problema se anche la Genesi potesse essere interpretata come un mito. I biblisti preferirono parlare di racconto eziologico sapienziale con elementi mitici: eziologia, oppure etiologia (dal greco αἰτία, aitia = causa), si ha quando si costruisce un racconto che, indicando delle cause in eventi del passato, spiega una situazione attuale. Si è ormai stabilito che i racconti della Genesi utilizzino un linguaggio simbolico primitivo, soltanto attraverso il quale è possibile cogliere gli aspetti più complessi dell'esperienza umana. Questi racconti evocano infatti importanti esperienze collettive e remote come, ad esempio, la scoperta della vita, dell'amore, del peccato e della morte; questi racconti non sono pertanto la semplice narrazione di eventi ma, utilizzando un linguaggio storico, trasmettono messaggi complessi relativi ad esperienze primordiali comuni a tutta l'umanità.
Un aspetto del racconto genesiaco che chiaramente presenta aspetti mitologici è quello relativo allo stato primitivo dell'umanità. Tradizionalmente fino agli anni '50, nei manuali di teologia veniva esposta la dottrina della perfezione dello stato originario dell'uomo appena creato da Dio; ciò che caratterizzava questa perfezione era l'immortalità, l'assenza di concupiscenza e la possibilità di vivere nell'agiatezza all'interno di un ambiente accogliente (vedi Giardino dell'Eden). Negli anni '50 e '60 lo stato primitivo dell'uomo venne però completamente demitizzato; si riconobbe che le abituali descrizioni dell'umanità primitiva non appartenevano alla fede, ma risalivano a tradizioni e mitologie popolari. In particolare, l'idea che è una cosa è più perfetta quanto più è vicina all'origine, era legata ad una concezione fissista del mondo che era stata ormai definitivamente abbandonata.

### Nuovi sviluppi della teologia negli anni '60 e '70

#### Le questioni in campo
Nonostante nell'enciclica Humani Generis venisse accettato l'evoluzionismo, alcuni problemi continuavano a restare in campo. La stessa Humani Generis, immediatamente di seguito alla parte sull'evoluzionismo, proseguiva dicendo: 
In teologia, il poligenismo indica l'ipotesi che l'umanità discenda da più coppie originarie; tale ipotesi si contrappone, ovviamente, al monogenismo, ovvero l'ipotesi che tutta l'umanità discenda da una sola coppia primitiva (Adamo ed Eva). In ambito scientifico invece viene più che altro utilizzato il termine polifiletismo, che indica la pluralità di rami (ceppi, phyla) originari e si contrappone al monofiletismo (un solo ramo originario per tutta l'umanità). Il poligenismo è compatibile sia con il polifiletismo che con il monofiletismo, mentre il monogenismo implica necessariamente il monofiletismo. Dal punto di vista scientifico è interessante discutere il polifiletismo ed il monofiletismo, mentre che gli uomini derivino da una o più coppie è un problema secondario per gli scienziati anche se comunque, attualmente, il monogenismo sembra essere confutato. Per i teologi invece il problema è tutt'altro che secondario, perché la dottrina tradizionale sul peccato originale insegnava che esso fosse un peccato realmente e personalmente commesso, secondo il racconto genesiaco, da una coppia primitiva, dalla quale poi sarebbe stato trasmesso a tutti i discendenti; accettando la dottrina tradizionale, il poligenismo avrebbe allora implicato l'esistenza di uomini senza peccato originale.
Anche Paolo VI, l'11 luglio 1966, pose ancora esplicitamente questo problema in un discorso che fu tenuto ai partecipanti ad un simposio organizzato dai rettori delle Università pontificie e tenutosi a Nemi: 

Paolo VI continuava inoltre il suo discorso esponendo ancora una particolare riserva su come conciliare l'evoluzionismo con la creazione dell'anima: 
Come scrive Molari «gli altri aspetti del problema a questo punto sono tutti scomparsi. Non passerà molto tempo che anche gli ultimi due scompariranno come problemi. Anzi, ad essere esatti, per la teologia essi erano già diventati insignificanti».

#### L'azione di Dio nel Mondo e la creazione dell'anima
Per i teologi l'evoluzione era un aspetto particolare di un problema più generale, quello di capire come il più proceda dal meno, come una perfezione derivi da una causa inferiore; nell'origine della vita si passa dalla materia inorganica alla vita vegetativa, poi dalla vita animale al corpo umano e alla creazione della sua anima. In tutti questi casi i teologi riconoscevano sempre che l'effetto eccedesse la causa, pertanto postulavano l'intervento speciale di Dio. In particolare (come già esposto al paragrafo su Ernest C. Messenger) i teologi ricorrevano alle nozioni di causa prima e causa principale.

Dio è innanzitutto causa prima, ovvero il fondamento di tutte le cose che vengono dette cause seconde. Ma nei casi in cui gli effetti eccedono le possibilità delle cause seconde, allora Dio interverrebbe come causa principale utilizzando le creature come cause strumentali, così come uno scultore (causa principale) utilizza uno scalpello (causa strumentale) per fare una statua. Ma se in un primo tempo questo speciale intervento di Dio veniva considerato come un vero e proprio miracolo, in seguito tale concezione venne completamente abbandonata, e si accettò la lezione che l'intervento divino è invisibile ed in nessun modo può essere rilevato dai sensi, introducendo così il concetto di concorso evolutivo, così come spiegavano Maurizio Flick e Zoltan Alszeghy (1969): 

Ma in questo modo sparisce la distinzione tra causa prima e causa principale, ed esse divengono, in Dio, una cosa sola. L'azione di Dio nel cosmo non viene più vista come un intervento diretto, bensì essa diventa azione puramente creatrice e trascendente. Secondo questa nuova concezione «Dio non produce le cose,» scrive Molari, «ma fa sì che esse, attraverso rapporti, diventino e si sviluppino». Sempre Flick e Alszeghy scrivevano che

Il cambiamento definitivo della concezione dell'azione di Dio nel mondo si ebbe con Karl Rahner. Egli osservava che per qualunque effetto osservato nel mondo si potesse, e si dovesse, cercare la causa nel mondo stesso, dal momento che Dio agisce sempre attraverso le cause seconde. Ma nel caso della creazione dell'anima, questa regola fondamentale verrebbe spezzata, e l'intervento divino verrebbe a collocarsi, in modo miracoloso, accanto alle creature anziché essere il loro fondamento trascendente. Per risolvere questo problema Rahner introdusse un nuovo modo di intendere il divenire che egli definì come l'autotrascendimento dell'agente, operato da ciò che sta a un livello inferiore. Ogni divenire è pertanto un superamento di sé stessi, che è possibile in quanto

L'autotrascendimento, così definito, è un processo che implica contemporaneamente continuità e discontinuità, infatti

In questa nuova prospettiva il problema della creazione dell'anima, anziché postulare l'intervento miracoloso di Dio, può essere risolto in un modo del tutto nuovo, infatti la materia

Di conseguenza

Non mancarono comunque posizioni più prudenti rispetto a quelle di Rahner, come ad esempio quella di Maurizio Flick e Zoltan Alszeghy che cercarono di salvaguardare il senso ovvio dell'espressione "creazione immediata dell'anima". Essi distinsero tre gradi di creazione: 1) la creazione propriamente detta, in cui Dio non si serve di alcuna cosa preesistente; 2) il concorso ordinario, in cui Dio fa operare le cause seconde conformemente alle loro capacità; 3) il concorso creativo, in cui Dio agisce come causa principale facendo in modo che gli effetti siano superiori alle capacità delle cause seconde. Il concorso creativo interverrebbe quindi nella creazione dell'anima, in cui

Nel 1984, Carlo Molari concludeva la sua disamina spiegando che l'espressione "Dio crea l'anima di ogni uomo" stia soltanto ad indicare «l'irripetibile individualità di ogni uomo, la relazione esclusiva che ogni uomo ha con il suo creatore», e non dice nulla sull'azione di Dio in sé. Nel 2002, in un importante documento della Commissione Teologica Internazionale, approvato dallo stesso Joseph Ratzinger (al tempo Prefetto della Congregazione per la Dottrina della Fede), si riassumeva lo stato della teologia cattolica in merito al problema dell'anima e della sua creazione: 
Si vede ancora quindi come Dio è causa prima e causa principale, ma anche in quanto causa principale non agisce con interventi diretti e particolari. Dio agisce invece rimanendo dietro le cose, ed il salto ontologico dalla materia allo spirito avviene attraverso catene causali che comunque trovano il loro fondamento in Dio stesso. La creazione dell'anima è quindi un evento immediato (un salto), e tuttavia non è il prodotto di un intervento diretto di Dio, ma il risultato di un processo. «In questo evento del tutto singolare la causalità umana supera sostanzialmente i suoi propri limiti - l'autotrascendimento - in virtù dell'azione divina come fondamento trascendente delle causalità intramondane».
Secondo Vialleton e Sofia Vanni Rovighi, se anche Dio non avesse creato l'uomo dal fango letteralmente inteso, ma avesse predisposto una successione di corpi antropoidi in vista di quello che ha ricevuto l'anima, comunque la ricezione dell'anima spirituale creata immediatamente da Dio da parte della materia comporterebbe sempre un radicale mutamento del corpo che la accoglie, al punto che non si può parlare di un antropoide perfezionato con qualcosa in più che sarebbe l'anima, ma si deve parlare di un corpo specificamente nuovo e diverso, quello umano.

#### Il peccato originale
Dopo il Concilio Vaticano II, la questione più importante ad essere discussa dai teologi fu la dottrina sul peccato originale. I problemi in campo erano essenzialmente due: 1) stabilire se fosse davvero necessario ammettere uno specifico evento originario (ovvero il peccato di Adamo ed Eva narrato in Genesi 3); 2) stabilire se la dottrina sul peccato originale definita dogmaticamente dal Concilio di Trento, fosse compatibile con il poligenismo.

Secondo la dottrina tradizionale, il peccato sarebbe entrato nel mondo attraverso la disobbedienza di Adamo ed Eva a Dio, e si sarebbe poi propagato a tutta l'umanità per via della comune discendenza da questa singola coppia primitiva. Ma questa lezione cominciò a cambiare negli anni '60, ed infine, negli anni '70, la posizione più comune tra i teologi divenne la seguente: l'attuale situazione di male e di peccato dell'intera umanità non è originaria, ma dipende da una serie di errori che si sono susseguiti e moltiplicati nel corso della storia; tale serie di errori deve certamente aver avuto un inizio, che però non può essere individuato in alcun modo. Un documento della Congregazione per la Dottrina della Fede aggiunto in appendice al Nuovo catechismo olandese del 1966 spiegava: 
Anche per il problema del poligenismo fu determinante il contributo di Karl Rahner. In un suo importante articolo del 1954, egli mostrò che le definizioni dogmatiche sul peccato originale formulate nel Concilio di Trento non implicavano necessariamente il monogenismo, e che pertanto la teologia avesse la possibilità di trovare il modo di conciliare il poligenismo con la dottrina sul peccato originale. Infatti Rahner notava che il Concilio di Trento non definiva esplicitamente il monogenismo come dogma, e che, quando parlava del peccato di Adamo, si limitasse semplicemente a riportare il racconto biblico. L'analisi di Rahner in generale convinse i teologi.

Proprio durante il simposio di Nemi del 1966 nel cui discorso iniziale Paolo VI ancora ricordava le difficoltà connesse con il poligenismo, maturò il convincimento che esso potesse esser conciliato con la dottrina sul peccato originale. Mentre nella tradizione l'unità del genere umano veniva ricondotta ad una coppia iniziale, con la diffusione della teoria evoluzionista questa unità cominciò ad esser considerata una chiamata piuttosto che uno stato; diventò sufficiente parlare di un unico destino cui un unico creatore, attraverso un unico Salvatore, chiama il genere umano. In questo modo l'unità del genere umano non ha più bisogno di esser basata sulla comune discendenza da Adamo, ma piuttosto sulla dignità di immagine di Dio conferita all'uomo dal suo creatore e sull'unione spirituale verso la quale gli uomini sono chiamati attraverso Cristo. Già nel 1964 l'Hulsbosch scriveva: 

In questa prospettiva il peccato originale cominciò ad esser visto come un impedimento alla realizzazione del progetto salvifico di Dio. I teologi iniziarono anche a rifiutare l'espressione peccato originale, in quanto esso non poteva più essere legato ad un evento specifico; esso poteva invece essere definito come un'imperfezione ricevuta all'inizio della vita che porta l'uomo a rifiutare Dio e a tendere al male, come spiegavano Flick e Alszeghy: 

Accettata questa posizione, il problema del poligenismo o del monogenismo diventava irrilevante e non riguardava più direttamente la sostanza della fede. Nel già citato documento della Commissione Teologica Internazionale, il poligenismo viene di fatto ammesso: 

### Pronunciamenti di Giovanni Paolo II

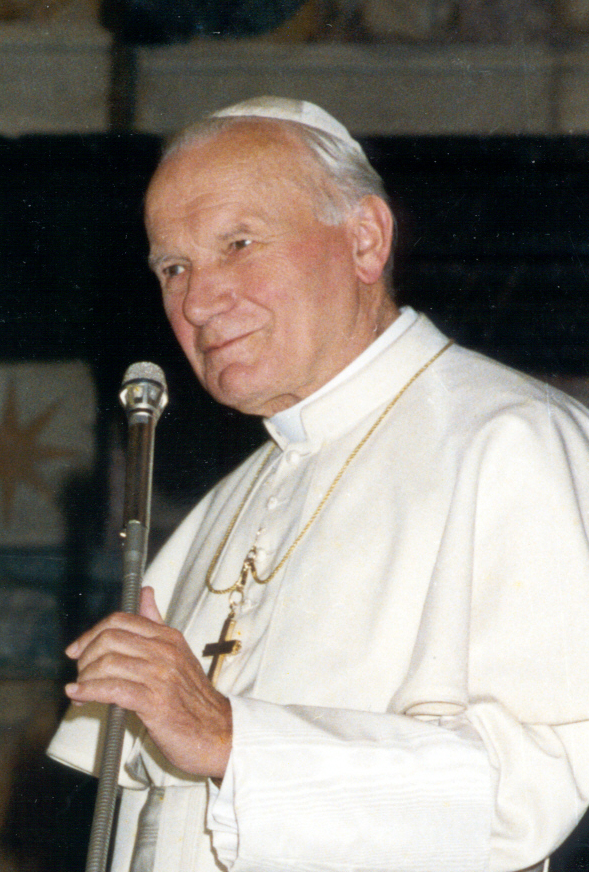
Papa Giovanni Paolo II

Il 26 aprile 1985, Giovanni Paolo II introdusse i lavori del Simposio internazionale “Fede cristiana e teoria dell'evoluzione” che fu tenuto a Roma. Nel suo discorso egli notava come l'evoluzione costituisse ormai un paradigma accettato ed imprescindibile, e che l'immagine evoluzionistica del mondo cui si era giunti fosse molto diversa dalla vecchia concezione materialistica: 
Questa concezione del mondo si differenzia dall'immagine materialistica del mondo, che fu propagata alla svolta del secolo, per una vasta elaborazione e per una grande capacità d'integrare dimensioni apparentemente incommensurabili. Mentre il materialismo tradizionale cercava di smascherare come illusione la coscienza morale e religiosa dell'uomo e, talvolta, la combatteva attivamente, l'evoluzionismo biologico si sente abbastanza forte per motivare questa coscienza funzionalmente con i vantaggi della selezione ad essa legati e integrarla nel suo concetto generale. La conseguenza pratica ne è che i fautori di questa concezione del mondo evoluzionaria hanno imposto una nuova definizione dei rapporti con la religione, che si differenzia notevolmente da quella del passato più recente e di quello più remoto.»

Continuava poi, dopo aver ricordato l'enciclica Humani Generis di Pio XII, che un'evoluzione rettamente intesa non può costituire un pericolo per la fede: 

L'evoluzione, spiegava Giovanni Paolo II, non crea particolari difficoltà per la fede finché, intesa come teoria biologica, riguarda l'origine del corpo umano. Tuttavia, intendendola in senso esteso, si può tentare di ricondurre ad essa anche tutti i fenomeni spirituali e la morale. È quindi necessario che il pensiero cristiano si occupi di questa concezione del mondo evoluzionaria, che va molto oltre i suoi fondamenti naturalistici, affinché si possa stabilire qual è il contenuto di verità delle teorie scientifiche ed il valore della filosofia che su di esse si sviluppa: 
Nel 1996, Giovanni Paolo II tornò a parlare di evoluzione in occasione del 60º anniversario della rifondazione della Pontificia Accademia delle Scienze. Egli spiegava come l'evoluzione fosse un tema molto importante per la Chiesa dal momento che essa, come la Rivelazione, contiene importanti insegnamenti sull'origine dell'uomo. Sviluppava poi diverse importanti considerazioni sulla teoria dell'evoluzione.
Infine metteva in guardia verso alcune specifiche interpretazioni dell'evoluzionismo:
Infine, nel 1998, nell'enciclica Fides et Ratio, Giovanni Paolo II riprese alcune specifiche parti della Humani generis riguardanti alcune tendenze ed interpretazioni erronee connesse con l'evoluzionismo, e ricordava che Pio XII aveva raccomandato ai filosofi ed ai teologi cattolici di conoscere bene queste opinioni, «sia perché le malattie non si possono curare se prima non sono ben conosciute, sia perché qualche volta nelle stesse false affermazioni si nasconde un po' di verità, sia, infine, perché gli stessi errori spingono la mente nostra a investigare e a scrutare con più diligenza alcune verità sia filosofiche sia teologiche».

### Posizione di Benedetto XVI

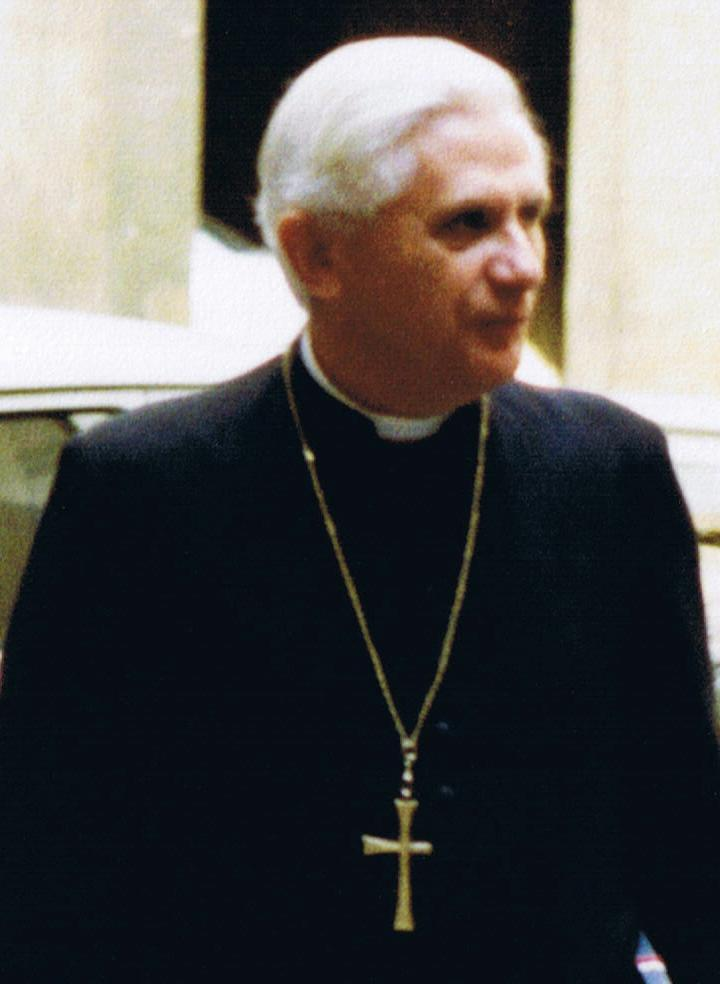
Ratzinger nel 1988, quando era ancora cardinale

#### Posizioni da arcivescovo di Monaco
Nel 1981, mentre era arcivescovo di Monaco di Baviera, il cardinale Joseph Ratzinger tenne quattro omelie sull'origine e l'evoluzione della vita, poi raccolta in un libro (Creazione e peccato. Catechesi sull'origine del mondo e sulla caduta, ed. Paoline, 1986).
Nel 1969, Ratzinger affermava:
(Joseph Ratzinger, Fede nella creazione e teoria dell’evoluzione.)
Durante il pontificato di Giovanni Paolo II, ribadiva la sua opposizione alla visione solo metaforica del racconto della Creazione, sostenendo che:
Ratzinger cita Jacques Monod sull'evoluzione biologica, ricordando come "Ancora oggi molte persone d'ingegno non riescono ad accettare e neppure a comprendere come la selezione, da sola, abbia potuto trarre da una fonte di rumore tutte le musiche della biosfera", e riassumendo l'evoluzionismo moderno con la frase: "Noi siamo il prodotto di errori casuali".

#### Posizioni in quanto papa

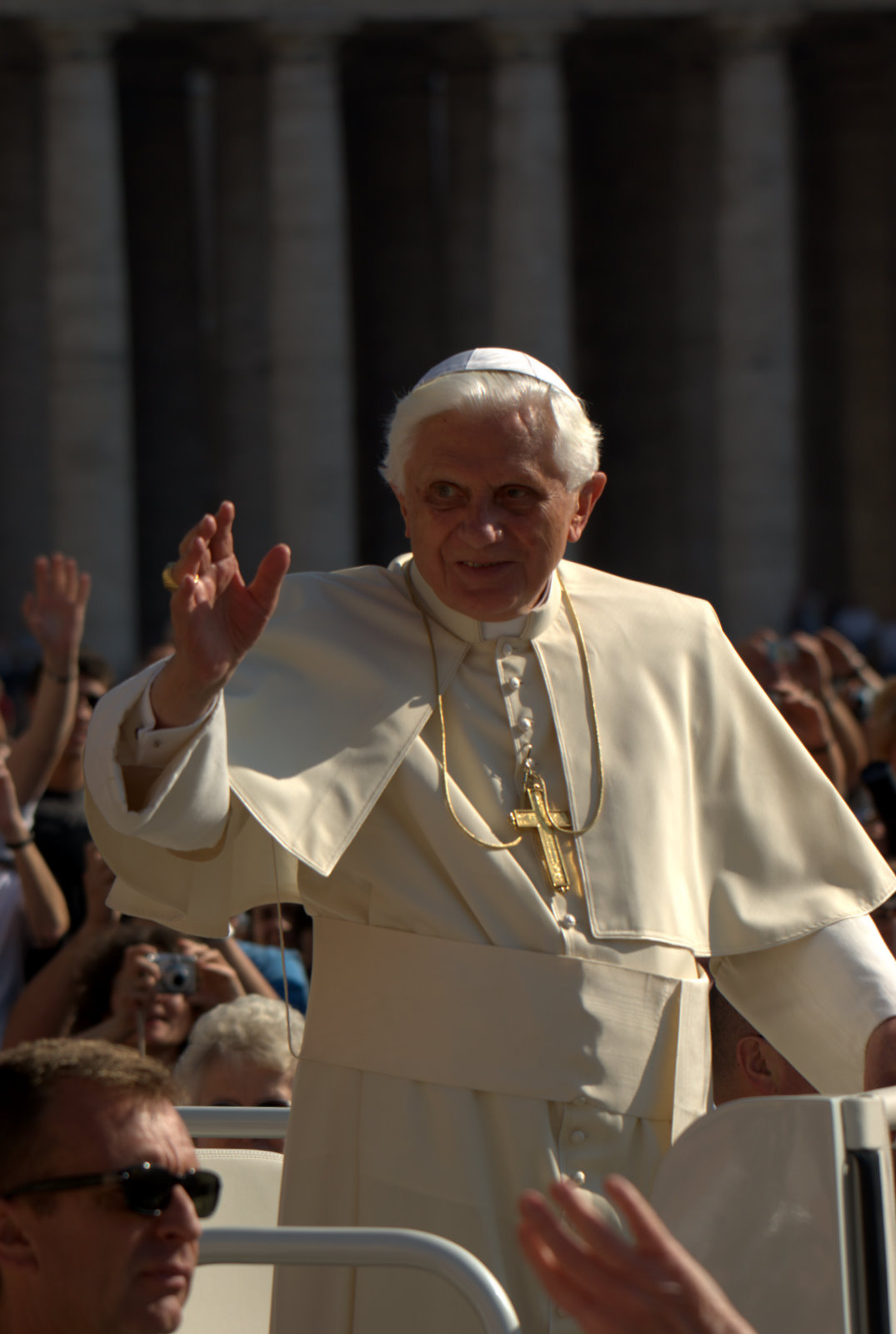
Papa Benedetto XVI

Nell'omelia pronunciata in piazza San Pietro il 24 aprile 2005 in occasione della Messa di inizio del suo pontificato, Benedetto XVI ha dichiarato: "Non siamo il prodotto casuale e senza senso dell'evoluzione".
Il 2-3 settembre 2006 a Castel Gandolfo Benedetto XVI ha condotto un seminario di analisi dell'evoluzionismo e del suo impatto sulla dottrina cattolica della Creazione. Il seminario è stata l'ultima edizione dello "Schülerkreis" (circolo degli studenti), incontro annuale tra Ratzinger e i suoi ex studenti di dottorato a partire dagli anni '70.

I saggi presentati dai suoi ex studenti, inclusi scienziati naturalisti e teologi, sono stati pubblicati nel 2007 col titolo Creazione ed evoluzione (Schöpfung und Evolution). Nel contributo di Benedetto XVI, egli dichiara che "la questione non è prendere una decisione per un creazionismo che fondamentalmente esclude la scienza, o per una teoria evoluzionistica che nasconde le sue lacune e non vuole vedere le questioni che stanno oltre le possibilità metodologiche delle scienze naturali", e che "io trovo importante sottolineare che la teoria dell'evoluzione implica questioni che devono essere assegnate alla filosofia, e che esse stesse conducono oltre al campo della scienza"
Commentando le dichiarazioni dei suoi predecessori, Benedetto XVI scrive che "è anche vero che la teoria dell'evoluzione non è una teoria completa e scientificamente provata". Benché commentando che gli esperimenti in un ambiente controllato sono limitati, Benedetto XVI non avalla il creazionismo o la teoria del disegno intelligente. Egli difende l'evoluzione teistica, come riconciliazione tra scienza e religione già sostenuta dai cattolici. Discutendo dell'evoluzione, Benedetto XVI scrive che "Il processo in sé è razionale, nonostante gli errori e la confusione, in quanto esso passa attraverso uno stretto corridoio, scegliendo poche mutazioni positive ed usando una bassa probabilità... Ciò... inevitabilmente conduce ad una domanda che va oltre la scienza... da dove arriva questa razionalità?"; domanda a cui Benedetto XVI risponde che essa giunge dalla "ragione creativa" di Dio.

#### La Commissione Teologica Internazionale
ha pubblicato, dopo gli anni 2000, un documento sottoscritto da Ratzinger nel quale affronta in modo specifico la questione; in esso troviamo quanto segue:
[...]Secondo la tesi scientifica più accreditata, 15 miliardi di anni fa l'universo ha conosciuto un'esplosione che va sotto il nome di Big Bang, e da allora continua a espandersi e raffreddarsi. Successivamente sono andate verificandosi le condizioni necessarie per la formazione degli atomi e, in epoca ancora successiva, si è avuta la condensazione delle galassie e delle stelle, seguita circa 10 miliardi di anni più tardi dalla formazione dei pianeti. Nel nostro sistema solare e sulla Terra (formatasi circa 4,5 miliardi di anni fa) si sono create le condizioni favorevoli all'apparizione della vita.
Se, da un lato, gli scienziati sono divisi sulla spiegazione da dare all'origine di questa prima vita microscopica, la maggior parte di essi è invece concorde nell'asserire che il primo organismo ha abitato questo pianeta circa 3,5-4 miliardi di anni fa. Poiché è stato dimostrato che tutti gli organismi viventi della Terra sono geneticamente connessi tra loro, è praticamente certo che essi discendono tutti da questo primo organismo. [...] ma l'antropologia fisica e la biologia molecolare fanno entrambe ritenere che l'origine della specie umana vada ricercata in Africa circa 150.000 anni fa in una popolazione umanoide di comune ascendenza genetica. Qualunque ne sia la spiegazione, il fattore decisivo nelle origini dell'uomo è stato il continuo sviluppo del cervello umano, la natura e la velocità dell'evoluzione sono state alterate per sempre: con l'introduzione di fattori unicamente umani quali la coscienza, l'intenzionalità, la libertà e la creatività. L'evoluzione biologica ha assunto la nuova veste di un'evoluzione di tipo sociale e culturale.[...]

## Papa Francesco

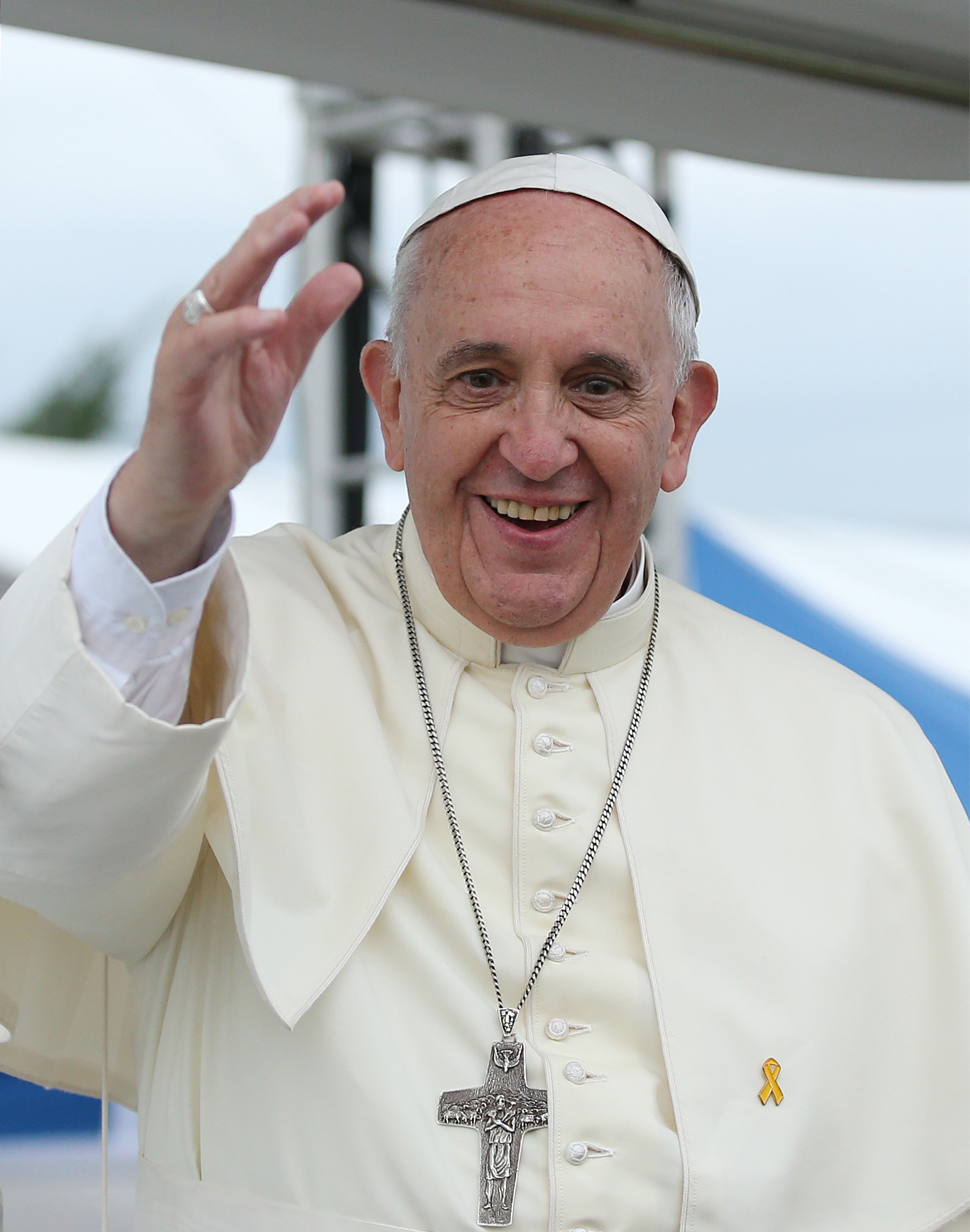
Papa Francesco

Durante il suo discorso tenutosi all'Accademia Pontificia delle Scienze, il 27 ottobre 2014, papa Francesco chiarisce che la natura, seppure creazione di Dio, non è stata creata con la magia, sottolineando che non si può pensare a Dio come a un mago. Nel suo discorso papa Francesco sottolinea che : “Il Big Bang che è considerato l'origine del nostro pianeta, non contraddice l'atto divino della creazione, che anzi ne è il presupposto. L'evoluzione della natura non contrasta con la creazione, poiché l'evoluzione presuppone la creazione di esseri che si evolvono".

### Riferimenti storiografici
- Mariano Artigas, Thomas F. Glick, Rafael A. Martínez, Negotiating Darwin: the Vatican confronts evolution, 1877-1902, Johns Hopkins University Press, 2006
- Carlo Molari, La teologia cattolica di fronte all'evoluzionismo darwinista ieri e oggi, in Gianfranco Ghiara (ed.), Il darwinismo nel pensiero scientifico contemporaneo, Napoli, Guida, 1984
- Don O'Leary, Roman Catholicism and modern science: a history, Continuum International Publishing Group, 2006
- Pietro Redondi, Cultura e scienza dall'illuminismo al positivismo, in Storia d'Italia. Annali 3, Scienza e tecnica nella cultura e nella società dal Rinascimento a oggi, a cura di Gianni Micheli, Torino, Einaudi, 1980.
- Martina Kölbl-Ebert, Geology and religion: a history of harmony and hostility, Geological Society of London, 2009

### Saggi sul rapporto tra evoluzionismo e religione cattolica
- AA. VV.,Creazione ed evoluzione. Un convegno con papa Benedetto XVI a Castel Gandolfo, EDB, 2007
- Stefano Bertani, L'ascensione della modernità. Antonio Fogazzaro tra santità ed evoluzionismo, Soveria Mannelli, Rubbettino, 2006, ISBN 88-498-1516-6
- Henri de Dorlodot, Le Darwinisme au point de vue de l'orthodoxie catholique, Vromant & C., 1921 (traduzione inglese di Ernest C. Messenger, Darwinism and Catholic thought, Benziger Brothers, 1923)
- Fiorenzo Facchini, Le sfide dell'evoluzione: in armonia tra scienza e fede, Editoriale Jaca Book, 2008
- Filippo De Filippi, L'uomo e le scimie: lezione pubblica detta a Torino la sera dell'11 gennaio 1864 da F. de Filippi, Milano, G. Daeli, 1864
- Maurizio Flick, Zoltan Alszeghy, Fondamenti di una antropologia teologica, Firenze, Fiorentina, 1969
- Maurizio Flick, Zoltan Alszeghy, Il peccato originale, Queriniana, 1972
- Antonio Fogazzaro, Ascensioni umane, Milano, Baldini e Castoldi & C., 1899
- Ernest C. Messenger, Evolution and theology: the problem of man's origin, The Macmillan company, 1932
- Ernest C. Messenger, Theology and evolution: a sequel to Evolution and theology, Sands, 1952
- Rafael Pascual, Raffaele Pisano (curatori), Atti della Giornata di studio sulla relazione: Scienze e Religioni, Editrice UNI Service, 2008
- Karl Rahner, Il problema dell'ominizzazione, Brescia, Morcelliana, 1969
- Joseph Ratzinger/Benedetto XVI, In principio Dio creò il cielo e la terra Riflessioni sulla creazione e il peccato, Torino, Edizioni Lindau, 2006
- Christoph Schönborn, Caso o disegno? Evoluzione e creazione secondo una fede ragionevole, Bologna, Edizioni Studio Domenicano, 2007
- Angelo Secchi, L'unità delle forze fisiche, seconda edizione, Milano, 1874 (nella prima edizione, del 1864, l'evoluzionismo non viene trattato)
- Antonio Stoppani, Il Dogma e le Scienze Positive, Milano, Fratelli Dumolard Editori, 1884
- Antonio Stoppani, Sulla Cosmogonia Mosaica, Milano, Lodovico Felice Cogliati Editore, 1887
- Pierre Teilhard de Chardin, Le phénomène humain, Paris, Editions du Seuil, 1956 (Traduzione italiana: Il fenomeno umano, Brescia, Queriniana, 1995)

### Pubblicazioni del Magistero della Chiesa Cattolica
- Papa Leone XIII, Lettera enciclica: Providentissimus Deus, Roma, 18 novembre 1893 (Testo completo sul sito della Santa Sede)
- Pontificia Commissione Biblica, Narrazioni solo apparentemente storiche, 23 giugno 1905, (Testo completo sul sito della Santa Sede)
- Pontificia Commissione Biblica, Sul carattere storico dei tre primi capitoli della Genesi, 30 giugno 1909 (Testo completo sul sito della Santa Sede)
- Papa Pio XII, Lettera enciclica: Divino Afflante Spiritu, Roma, 30 settembre 1943 (Testo completo sul sito della Santa Sede)
- Pontificia Commissione Biblica, Le fonti del Pentateuco e il genere letterario dei primi undici capitoli della Genesi, 16 gennaio 1948 (Testo completo sul sito della Santa Sede)
- Papa Pio XII, Lettera enciclica: Humani generis, Roma, 22 agosto 1950 (Testo completo sul sito della Santa Sede)
- Paolo VI unitamente ai Padri del Sacro Concilio, Costituzione Dogmatica sulla Divina Rivelazione, Dei Verbum, 18 novembre 1965 (Testo completo sul sito della Santa Sede)
- Giovanni Paolo II, Discorso ai partecipanti al Simposio internazionale “Fede cristiana e teoria dell'evoluzione”, 26 aprile 1985 (Testo completo sul sito della Santa Sede)
- Giovanni Paolo II, Messaggio alla Pontificia Accademia delle Scienze in occasione del 60º anniversario della rifondazione, 22 ottobre 1996 (Testo completo sul sito della Santa Sede)
- Commissione Teologica Internazionale, La persona umana creata a immagine di Dio, in La Civiltà Cattolica 2004, IV, 254-286 (Testo completo sul sito della Santa Sede)